# Изящный фикус
Изящный фикус (лат. Ficus gracilis) — вид морских брюхоногих моллюсков из семейства фикусов, обитающий в Индо-Тихоокеанской области.
Гладкая и блестящая раковина имеет булавовидную форму. Длина составляет от 15 до 17,5 см.
Моллюски живут на песчаном грунте на глубине от 80 до 200 метров. Хищные, питаются голотуриями и морскими ежами.